# Lupinus flavoculatus
Lupinus flavoculatus är en ärtväxtart som beskrevs av Amos Arthur Heller. Lupinus flavoculatus ingår i släktet lupiner, och familjen ärtväxter. Inga underarter finns listade i Catalogue of Life.

## Bildgalleri

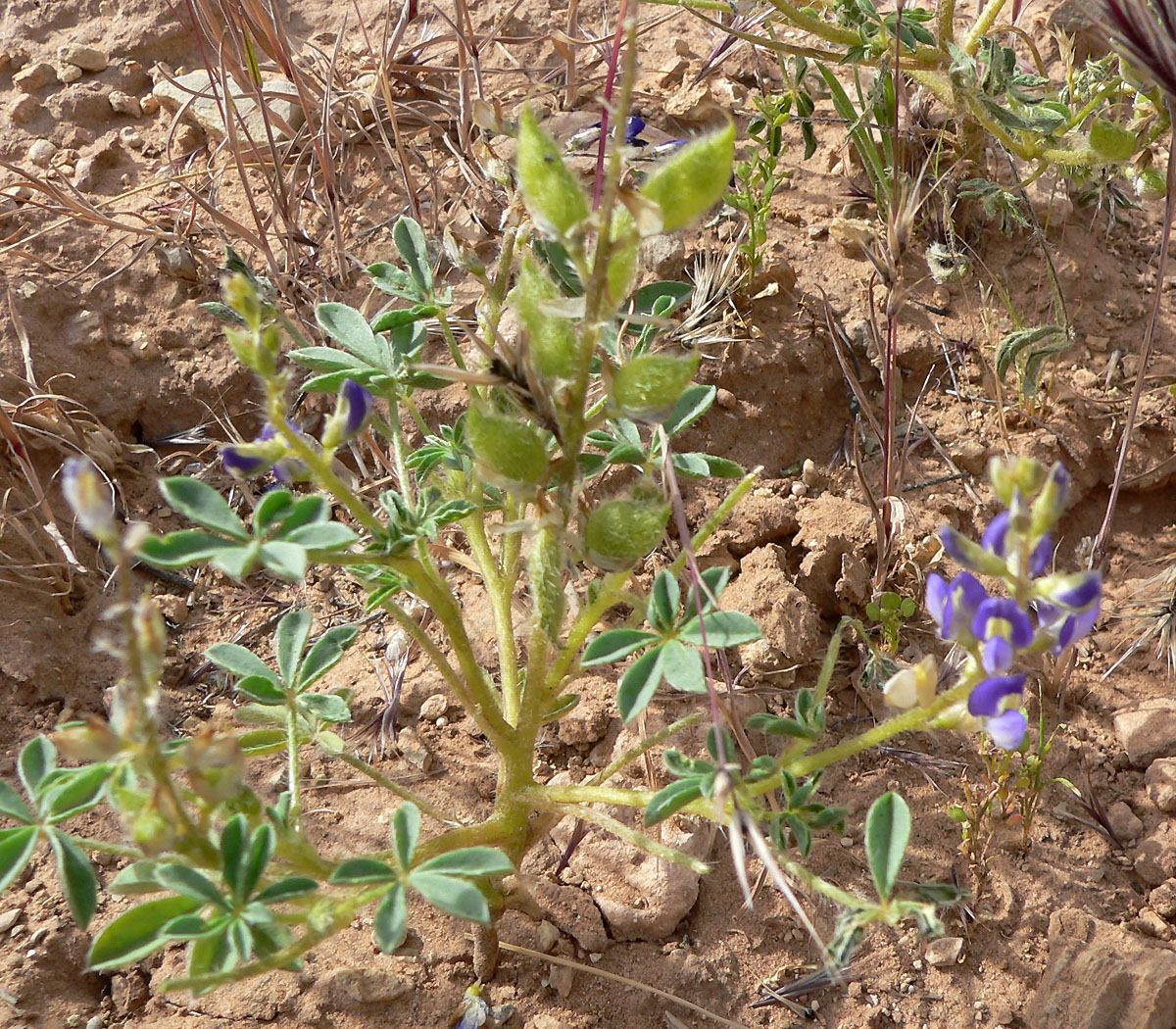
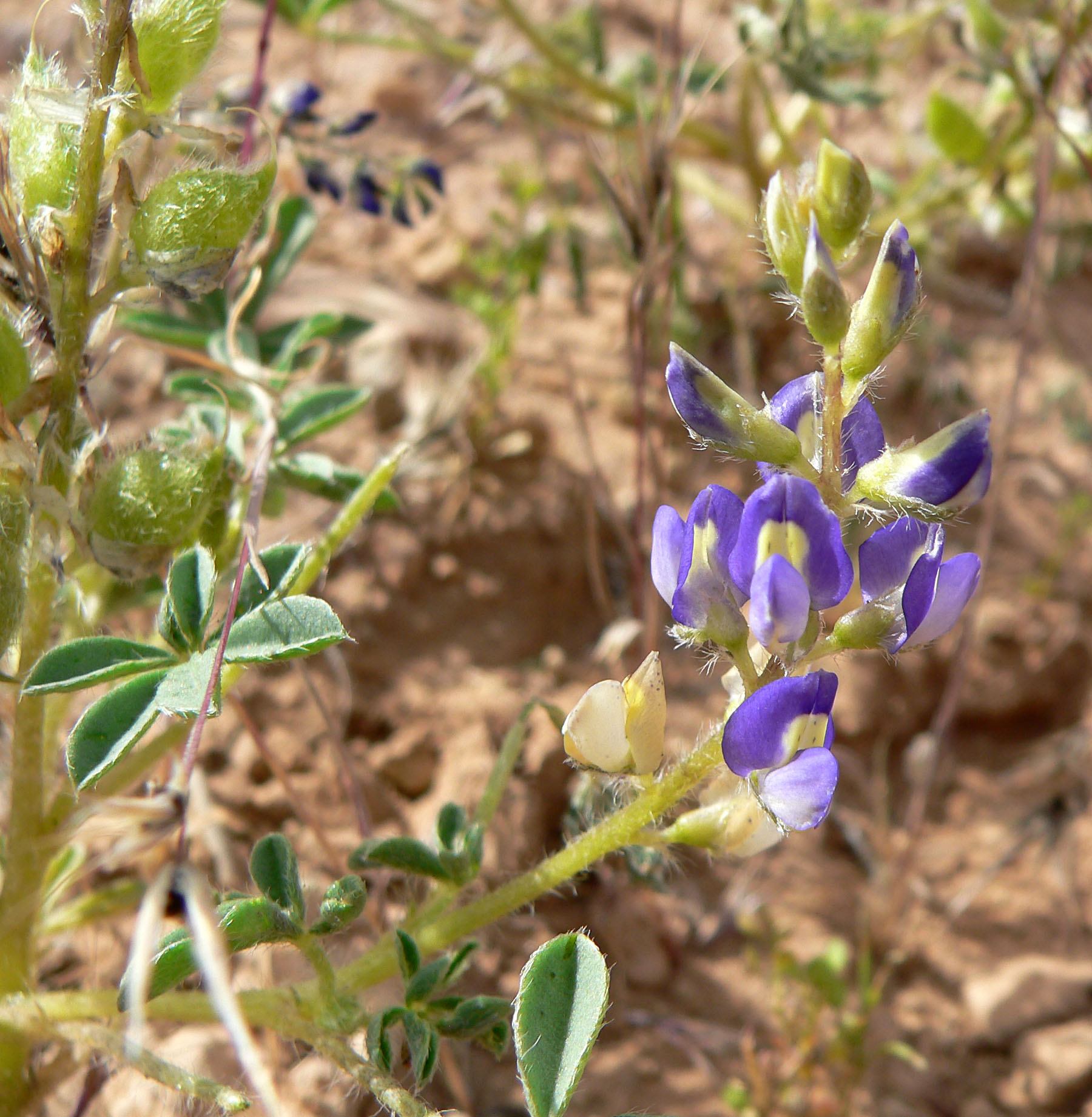
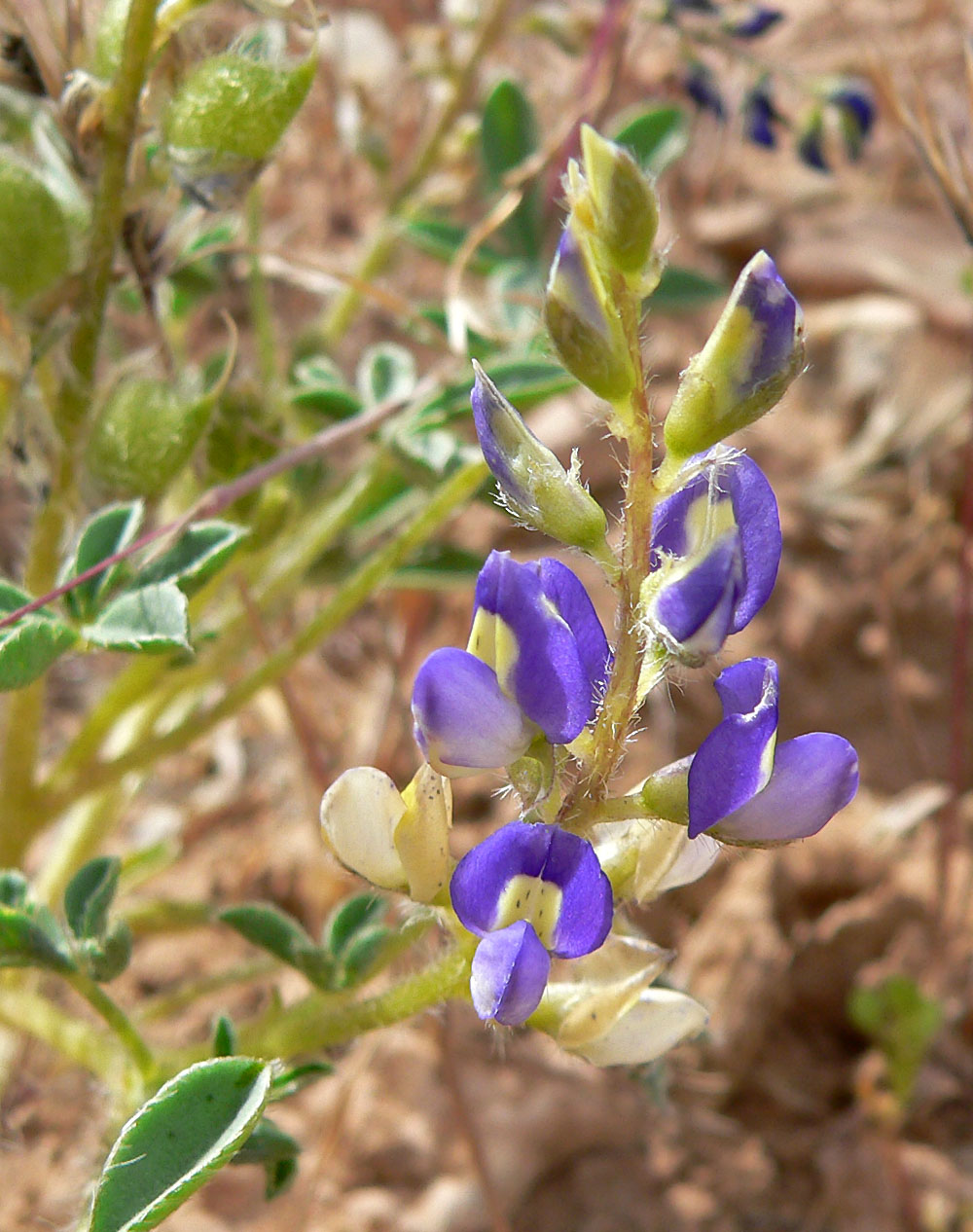
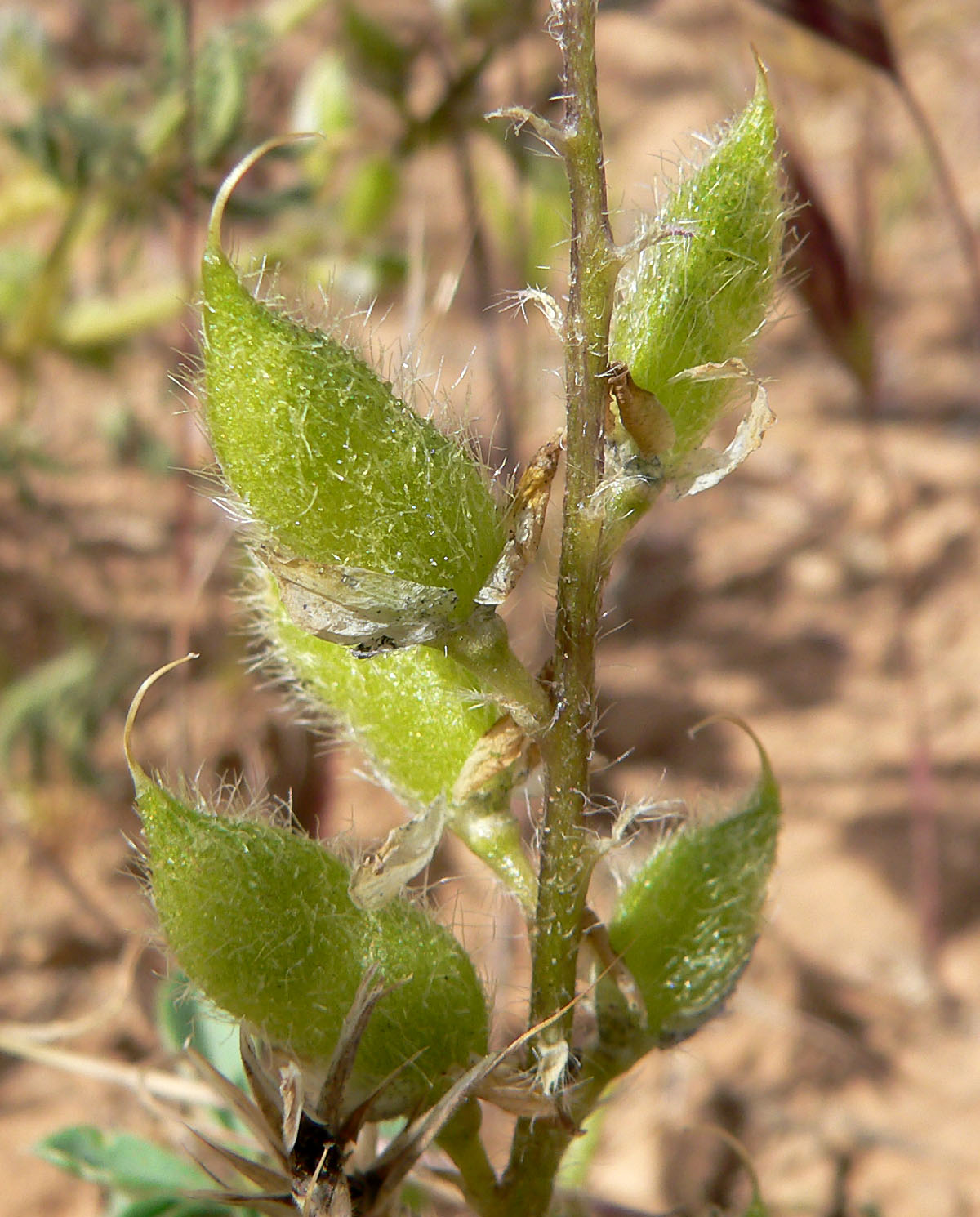
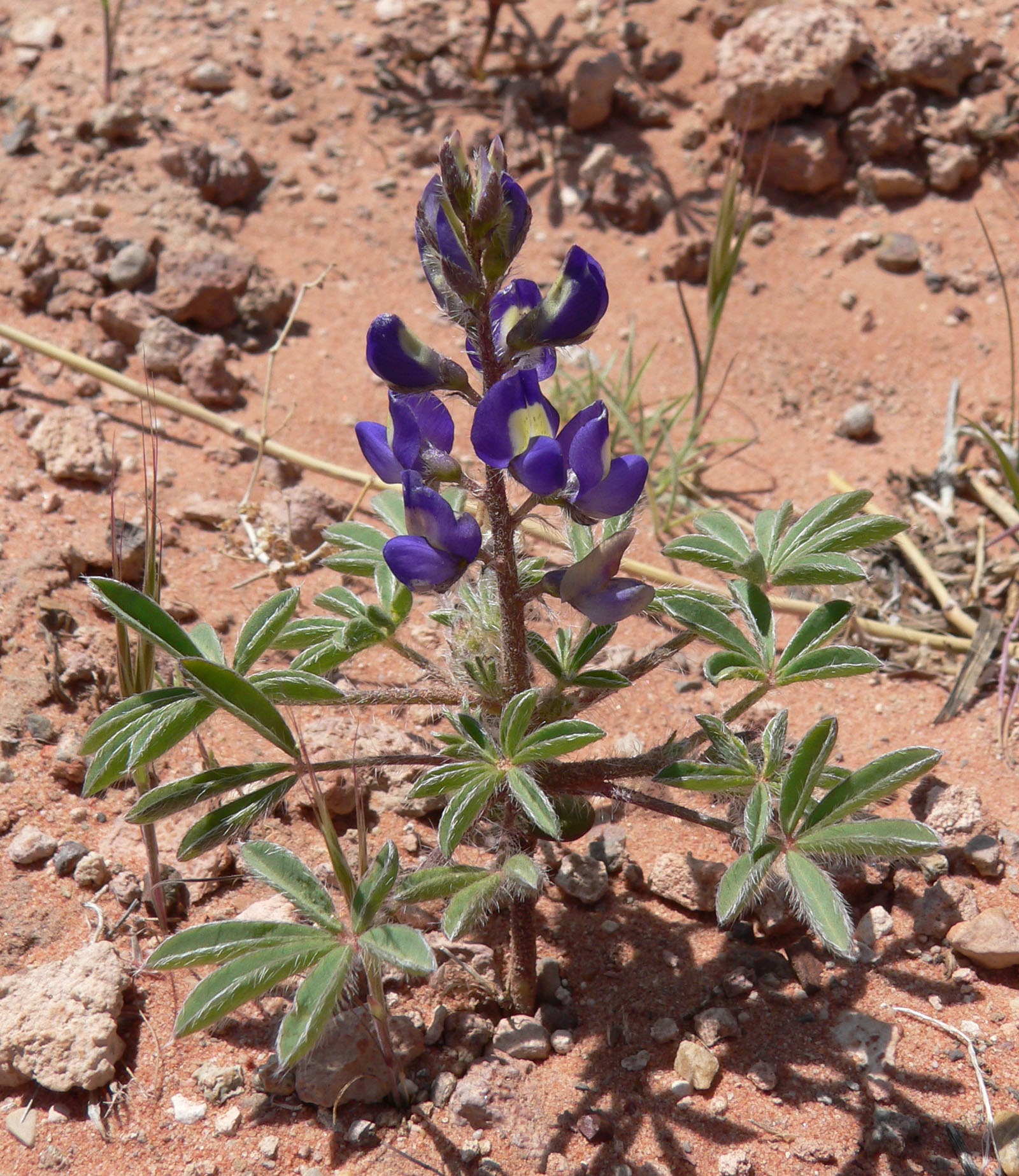